# Правовое государство
Правово́е госуда́рство (нем. Rechtsstaat) — государство, вся деятельность которого подчинена нормам права, а также фундаментальным правовым принципам, направленным на защиту достоинства, свободы и прав человека. Подчинённость деятельности верховных органов власти стабильным законам или судебным решениям является отличительным признаком конституционных политических режимов. Принцип соблюдения предписаний права всеми его субъектами, в том числе обладающими властью лицами или органами, называется законностью в российской юриспруденции и верховенством права (англ. rule of law) в странах общего права. Следует иметь в виду, что в российском правоведении также существует термин верховенство закона, под которым понимается подчинённость закону всех подзаконных актов и актов правоприменения. Верховенство закона является одним из основных компонентов правового государства.
Идея правового государства, прежде всего, противоположна произволу во всех его разновидностях: диктатуре большинства, деспотизму, полицейскому государству, равно как и отсутствию правопорядка. Эта идея преследует ряд целей:
1. Ограничение и направление процесса осуществления власти[1][6]. Правовое государство не стремится принизить важность компетентности, авторитета, личной воли и других качеств руководителей, а устанавливает стандарт легитимности методов руководства[4].
2. Формирование чувства определённости и правомерных ожиданий в отношении поведения всех субъектов права[11][12].
3. Охрана устоявшихся общественных представлений о морали, справедливости, свободе и равенстве, а также защита достоинства и прав граждан согласно этим представлениям[2][13]. Некоторые правоведы[прим. 1] полагают, что указанная функция неотделима от обеспечения более полной реализации перечисленных ценностей[8][14].

Правовое государство требует наличия следующих институтов:
- Назначение наказаний за правонарушения исключительно согласно опубликованным и чётко определённым процедурам и нормам[15][16].
- Равенство перед законом, так, что все граждане получают одинаковую защиту в рамках закона, а нарушители правопорядка подлежат соразмерному наказанию, независимо от их политического, социального или экономического положения[2][6].
- Существование независимых, эффективных, беспристрастных и доступных для граждан судов, полиции и других правоохранительных органов[3][17].
- Выполнение функции нормативного регулирования действий государства отделённым от исполнительной власти законодательным органом[6].

Важную роль играет согласие среди правящих классов в отношении норм политического поведения, принципов разрешения конфликтов и базовых культурных ценностей, в том числе, законности.
Выделяют две основные концепции правового государства. Формальная трактовка связана с теорией правового позитивизма и фокусирует своё внимание на эффективности и предсказуемости правовых процедур. Содержательная трактовка связана с теорией естественного права и ставит вопрос о справедливости самих законов, при этом провозглашая фундаментальные права человека высшей ценностью.
По данным организации World Justice Project, с 2016 г. уровень верховенства права снизился в 78 % исследуемых ими стран (142 страны на 2023 г.).

## Принципы
Идеал правового государства не привязан к какому-либо национальному опыту, и среди важнейших принципов правоведы обычно выделяют верховенство закона, равноправие, выполнимость требований права, защиту гражданских свобод. В то же время, реализация этого идеала в каждой стране имела множество индивидуальных особенностей, в силу различных обычаев и их истории. Институты правового государства также зависят от текущих задач, перед которыми стоит общество. Наиболее успешными оказались такие модели правового порядка, в которых:
- суды отделены от других ветвей власти (исполнительной и законодательной) и изолированы от внешнего давления;
- судебные решения основаны на разумном толковании существующих законов;
- существуют гарантии справедливого судебного разбирательства.

### Правление по закону
Закон — владыка над правителями,
а они — его рабы
Там, где отсутствует власть закона,
нет и государственного устройства
Верховенство закона означает, что закон обладает высшей юридической силой, и все другие правовые акты и акты правоприменения должны ему соответствовать. Отсюда следует, что никакое должностное лицо или орган власти, включая правительство, парламент и (при демократии) народ как целое, не могут совершать действия за пределами рамок, установленных законом. Правовые нормы могут издаваться и меняться только согласно действующим узаконенным или заранее оговоренным процедурам. Должны быть легальные и эффективные способы заставить правительство и любых должностных лиц подчиняться правовым нормам.
Правление по закону также является антитезой отсутствию правопорядка и самосуду. Одна из главных задач государства состоит в обеспечении безопасности, в частности, государство должно быть единственным источником легитимного применения силы. Правовые процессы должны быть достаточно прочными и доступными, а деятельность правоохранительных органов эффективной.

### Равенство
Законы в равной степени относятся ко всем без исключений, в том числе к тем, кто издаёт законы. Правосудие не должно принимать во внимание происхождение, власть, обеспеченность или общественное положение стоящих перед ним лиц. Юрисдикция судов, которые выносят постановления по делам обычных граждан, должна распространяться на всех граждан.
Отступления от этой нормы в современное время получило название «избирательное правосудие».
Обобщённость правовых норм. Законы должны формулировать условия своей применимости в общих чертах, не указывая на конкретные лица, организации или малые социальные группы. Они не должны издаваться для решения конкретных задач, если при других обстоятельствах аналогичные действия властей были бы незаконными. Однако в ряде случаев требование обобщённости сталкивается с трудностями. Например, в социальных государствах некоторые нормы относятся к лицам чётко обозначенного социально-экономического статуса, и поскольку часть общества не считает эти законы оправданными, с точки зрения критиков, они представляют собой форму правовой дискриминации.
Равный доступ к правовой системе. В силу социального неравенства некоторые люди имеют лучший доступ к ресурсам для защиты своих интересов и, следовательно, лучшие шансы на выигрыш судебного дела. Корректировка подобных тенденций часто сопряжена с объективными трудностями, которые осложняются вышеуказанным требованием обобщённости правовых норм и процедур.

### Выполнимость
Законы должны быть такими, чтобы люди могли им следовать. Как минимум, они должны существовать, быть доступны для ознакомления и содержать понятные (хотя бы юристу) требования. Создание неопубликованных или имеющих силу задним числом законов, внутренняя противоречивость или частая изменчивость законодательства делают его неисполнимым на системном уровне и оставляют возможность только избирательного применения. В частности, никто не может быть подвержен наказанию за поступки, которые не нарушали законодательство на момент их совершения. Законы должны ясно и непротиворечиво формулировать критерии наказуемости, чтобы свести к минимуму произвол в их применении.
Законы также не должны входить в противоречие с устоявшимися общественными представлениями о справедливости. Для этого в конституционных демократиях существует ряд институтов, в том числе, парламенты, состязательные и периодические выборы, свобода массовой информации.

### Независимость судебной власти
Независимость суда от других ветвей власти и их изолированность от внешнего давления играют существенную роль в правовом государстве. Если суд зависит от исполнительной власти, он может оказаться не в состоянии защитить подсудимого от нелегитимного применения силы. Если судебная власть смыкается с законодательной, свобода подсудимого может стать предметом произвольного регулирования.
Разделение властей также тесно связано с требованием, что в правовом государстве должно быть принципиально возможно перечислить все формы выражения государственной власти. Нарушение этого требования привело бы к ограничению свободы граждан государства.

### Правосудие
С процедурной стороны правосудие обеспечивается за счёт того, что система права содержит полный набор заранее известных процедур и правил принятия решений, процесс применения которых отличается справедливостью, последовательностью и прозрачностью. Принципы работы системы должны позволять обычным людям предсказывать, какие действия будут расценены как законные, а какие — нет. Правосудие становится непредсказуемым, например, если коррупция позволяет заведомым нарушителям избежать наказания или лишить владельцев их законной собственности, или если зависимые от исполнительной власти суды узаконивают её произвол.
Согласно профессору Нью-Йоркского университета Джереми Уолдрону, уголовные наказания должны назначаться при обеспечении следующих условий:
- рассмотрение дела в суде, который выносит решение беспристрастно на основании фактов, законов и изложенных в связи с ними аргументов;
- компетентные и независимые от других ветвей государственной власти судьи;
- сбор улик согласно установленным процедурам;
- право присутствовать на всех существенных стадиях процесса;
- право подготовиться к защите и на помощь адвоката;
- право лично оспорить свидетельства в пользу обвинения;
- право предоставить доказательства и аргументы в свою пользу;
- право знать мотивацию суда, послужившую основанием для вынесения приговора;
- некоторые возможности апелляции в высшую судебную инстанцию.

Например, если следствие использовало запрещённые законом средства дознания (пытки), для обеспечения процедурного правосудия суд должен исключить из дела любые доказательства вины подсудимого, добытые благодаря таким средствам. То, что в результате преступник может быть оправдан, не должно приниматься во внимание.
В то же время государственные чиновники могут назначать штраф за мелкие административные правонарушения, если их действия можно опротестовать в суде при соблюдении вышеуказанных требований. Перечисленные права и свободы являются позитивными, то есть, формулируют активные обязательства государства, нежели защищают личность от его вмешательства.
Система правосудия также должна работать без неоправданных задержек, иначе это создаёт лазейки для произвола.

### Защита прав человека
Сторонники естественно-правовых теорий утверждают, что никакие законы не должны покушаться на всеобщие права и свободы человека и гражданина. Однако фактически в разных странах понимание прав человека различается: в США смертная казнь не считается лишением права на жизнь, в Скандинавии высокие налоги не рассматриваются как нарушение права на частную собственность, во многих странах Восточной Европы и Латинской Америки люди не видят противоречия между преследованием гомосексуалов и принципами равноправия. Некоторые правоведы полагают, что законодательная защита прав человека эффективна только при условии, что эти права имеют ценность в местной культуре.

### Другие компоненты правового государства
Устойчивость правового государства зависит от восприятия законности как культурной ценности. Обычно правовая культура находит своё выражение в использовании законов для защиты своих интересов, требовании новых законов, периодическом издании таких законов и повседневной законопослушности.
Ряд правоведов полагает, что правовое государство предполагает не только ответственность граждан перед государством, но ответственность власти перед населением и её подчинение интересам общества.
Согласно некоторым специалистам, для правового государства также характерно наличие развитого гражданского общества и децентрализация власти, так что она не сосредоточена в каком-либо институте или в руках у узкой группы лиц. Другие теоретики полагают, что правовое государство должно оберегать рынок от мер по перераспределению ресурсов.

## Природа права
Трактовка правового государства во многом зависит от понимания природы права. Идея правового государства принципиально не совместима с ранними теориями правового позитивизма, где закон рассматривается как лишь один из инструментов политической власти для осуществления воли руководства.
Однако в более поздних вариантах позитивизма основой закона считаются общепринятые правила и сложившиеся правовые обычаи, а задача правового государства состоит в их защите. В таком государстве нормативные акты отражают представления о морали, справедливости, свободе и равенстве, признанные в среде, составляющей социальную базу режима. В то же время правовой позитивизм отделяет содержание правовых норм от этических оценок результата их применения, утверждая, что система правосудия не несёт ответственность за несовершенство общества. К схожему выводу приходят теоретики, которые видят главную функцию правового государства в формальном соблюдении правовых процедур, независимо от их исхода.
Согласно содержательным трактовкам, у правового государства есть не только охранительная функция, но и созидательная. Оно устанавливает стандарт правовых методов руководства и обеспечивает более полную реализацию универсальных ценностей. Общие принципы, стоящие на вершине иерархии правовых норм, вырабатываются в процессе анализа законов и судебных решений с точки зрения морали и политических последствий. В результате фактическое содержание любых законов оказывается неотделимо от вопроса, какими эти законы должны быть. Данный подход является развитием теории естественного права, согласно которой моральное содержание законов составляет базис для их легитимности, так что лат. lex iniusta non est lex — «несправедливый закон — это не закон» (Блаженный Августин). Он получил отражение в конституциях многих стран. Например, согласно Конституции Швейцарии, действия государства должны соблюдать фундаментальные свободы граждан, исходить из общественных интересов и быть соразмерны преследуемым целям.

## Конституционный режим
Хотя правовое государство способно значительно ограничить произвол власти, сдерживание некоторых видов произвола требует дополнительных институтов. Для разнородного общества характерно деление на группы интересов, что несёт в себе риск создания законов, закрепляющих привилегии более сильных за счёт более слабых. Целью конституционного режима является такое государственное устройство, при котором никакой отдельный орган или узкая группа лиц фактически не обладает верховной властью, и каждый вынужден учитывать интересы и права остальных. Наряду с правовым государством, такое устройство обычно включает в себя следующие компоненты:
- Система сдержек и противовесов. Частичное функциональное разделение властей препятствует концентрации власти в какой-либо одной из ветвей: исполнительной, законодательной или судебной. При этом одни должностные лица способны сдерживать произвол других.
- Подотчётность и открытость правительства перед другими органами власти (парламентом, судами, омбудсменами, генеральными аудиторами), СМИ и гражданами.
- Распределение власти, так что никакая правящая группа не может игнорировать интересы управляемых. Правовые нормы представляют собой результат компромисса и общее достояние.
- Политическое равенство граждан как участников процесса создания законов. Этот процесс также должен позволять гражданам получать информацию о предпочтениях других с тем, чтобы они могли вместе выработать общие правила.
- Защищённая судом конституция или иной верховный нормативный акт, гарантирующий права человека.

## История
Древнейшим из известных кодексов, регулирующих государство, является вавилонский свод законов Хаммурапи (около 1750 года до н. э.). Этот кодекс примечателен тем, что основан на опубликованных правилах, что чиновники были обязаны исполнять эти правила и что привилегия толковать эти правила возлагалась на судей.
В Древних Афинах законы служили одним из инструментов борьбы с тиранией. Чтобы избежать концентрации власти в руках одного человека, собрание полноправных граждан (экклесия) издавало нормативные акты, обязательные ко всеобщему исполнению. Судьи избирались по жребию. Все граждане имели равное право на рассмотрение дела в суде. Высшим органом правосудия был народный суд присяжных (дикастерий). По правилам, конфликты в торговле должны были решаться не силой, а на основе коммерческого права и с учётом заключённых контрактов. Вместе с тем, власть народных собраний была формально неограниченной, поэтому афинская демократия была подвержена произволу толпы, известным примером которого был смертный приговор Сократу. В то же время древнегреческий философ Аристотель последовательно отстаивал мысль о том, что государство должно быть «правлением законов, а не людей»:
Правильное законодательство должно быть верховной властью, а должностные лица — будь это одно или несколько — должны иметь решающее значение только в тех случаях, когда законы не в состоянии дать точный ответ.Аристотель
Римское право создавалось прежде всего для защиты интересов землевладельцев, однако, по сравнению с афинской демократией, идея ограничения произвола исполнительной и законодательной власти была более выраженной. В период республики была создана сильная и независимая судебная власть, и обеспечивалось равенство граждан перед законом, хотя правовые гарантии не распространялись на рабов и неграждан. Сведения о законах и судебных процедурах были доступны общественности. Законы менялись согласно эволюции обычаев. После перехода от республики к империи, главой государства стал император с фактически неограниченной властью. В то же время, содержащий множество процедур и правил свод Юстиниана отражал взгляд, что именно право, а не произвольная воля императора, является должным способом разрешения конфликтов.
После падения Византии римское право было реципировано и частично вошло в законодательство Священной Римской империи. В Средневековье экономические и социальные взаимоотношения, как правило, оформлялись в виде письменных законов или договоров. Наряду со светскими правовыми обычаями, заметную роль в ограничении произвола власти играло религиозное право. Согласно христианству (как и другим монотеистическим религиям), Бог является единственным правителем вселенной, а Его законы равно обязательными для каждого человека. Отсюда Фома Аквинский сделал вывод, что законность представляет собой естественный порядок. Римско-католическая церковь принимала активное участие в определении обязанностей, функций и юрисдикций власти. Легитимность государственного устройства зависела от того, насколько оно воспринималось как соответствующее религиозным предписаниям и местным традициям. Существенную роль в развитии права сыграла унификация и кодификация правовых установлений, проводившаяся папами в XI—XIII веках, а также провозглашение папой Григорием VII верховенства канонического права над королевской властью и его распоряжение о преподавании права в университетах. Папские реформы породили первый образец западного государства нового времени, особенностью которого было то, что оно управлялось по закону.
Схожие процессы проходили и в других регионах. Так, в Арабском халифате исходящие из требований ислама правовые нормы стали частью шариата, и в ряде мусульманских стран шариатские суды до сих пор сосуществуют со светскими. Однако, по мнению многих современных правоведов, церковные суды недостаточно эффективны в обеспечении законности и защите граждан от произвола власти. Их зависимость от интерпретации религиозных текстов и от политических интересов церкви приводит к злоупотреблениям, когда суды наказывают за нелояльность властям, не обеспечивают равенство перед законом, узаконивают дискриминацию религиозных меньшинств, не дают подсудимым адекватную возможность защитить себя в суде.
Примером успешного правового регулирования верховной власти стала английская Великая хартия вольностей 1215 года. Этот закон впервые установил пределы власти короля по отношению к его подданным, запретив вводить новые налоги без согласия Парламента и обязав назначать наказания, связанные с ограничением гражданских прав, исключительно по суду присяжных. Спустя четыре столетия, петиция 1610 года Палаты Общин королю Якову I отзывалась о верховенстве закона (англ. rule of law) уже как о традиционном праве английских подданных.
Отдельные принципы правового государства (разделение властей, верховенство закона) имели место в Статуте Великого княжества Литовского (1588 год). Автор и активный участник издания Статута канцлер Лев Сапега считал, что господствовать в государстве должны не люди, а законы. Статут также разделял государственную власть на законодательную, исполнительную и судебную.
К периоду абсолютизма, в государственном управлении стран Западной Европы преобладали правовые методы. Этим западные абсолютные монархии существенно отличались от феодальных режимов в других странах, в частности, от российского самодержавия.
После Ренессанса и Реформации роль церкви снизилась, и выросла значимость рациональных обоснований принципов организации государства. Важную историческую роль сыграли аргументы, которые заложили основы естественного права.
Согласно Томасу Гоббсу, страх людей перед другими людьми заставляет их искать защиту у государства, чьим законам они дают согласие подчиняться. Когда все равны перед законом, исчезает основа для страха перед согражданами. Однако, как указал Джон Локк, государство само по себе тоже может вызывать страх. Следовательно, необходимо, чтобы государство не только обладало властью, но держало её в определённых рамках, с тем чтобы не допускать произвол. Известным Локку решением этой задачи было требование, чтобы правители руководили с помощью выполнимых законов и сами их соблюдали. Согласно этому аргументу, в отсутствие верховенства закона граждане не защищены от насилия с применением оружия, а соперники внутри правящего класса не имеют рычагов взаимного контроля. Локк также полагал, что справедливые законы должны признавать естественные права человека и что они должны не ограничивать, а защищать свободу.
Размышляя о способах реализации законности, Монтескьё в своей книге «О духе законов» пришёл к выводу о необходимости разделения властей, без которого невозможно гарантировать беспристрастность судов, и есть высокий риск узаконивания тирании.
Иммануил Кант полагал, что цель государства должна состоять в обеспечении мирной счастливой жизни его граждан при условии гарантий прав их собственности. Поэтому оно не должно издавать законы, которые противоречат общественным представлениям о морали, и эти представления должны составлять основу конституции. Согласно категорическому императиву, любому нравственному принципу возможно придать форму всеобщего закона, который обязывает всех людей к определённым решениям безотносительно к ожидаемому результату. Поэтому для того, чтобы проводимая политика была нравственной, государство должно подчиняться соответствующим юридическим законам и не должно подстраивать их под свою политику. Кант полагал, что единственно прочным является такой государственный строй, при котором закон «самодержавен» и не зависит ни от какого отдельного лица. Если же законодательная власть принадлежит народу, исполнительная власть подчинена законодательной, а судебная власть назначается исполнительной, то тем самым обеспечивается равновесие властей, а не просто их разделение.
Развивая теорию Канта, в 1832—1833 годах Роберт фон Моль популяризовал термин «правовое государство» (нем. Rechtsstaat). В числе других видных представителей этого направления были Карл Велькер, Отто Бэр, Фридрих Шталь, Рудольф Гнейст, Христоф фон Зигварт, Лоренц фон Штейн, Георг Еллинек.
Эти идеи нашли своё отражение в нормативных документах, гарантирующих защиту личных свобод граждан или подданных от произвола власти, среди которых заслуживают упоминания британский Билль о правах 1689 года, Декларация независимости США и Билль о правах США, французская Декларация прав человека и гражданина. Эти документы не только запрещали государству покушаться на неотчуждаемые свободы, но и признавали обязанность государства обеспечивать ряд позитивных свобод, в том числе, право на рассмотрение дела и на защиту от предъявленных обвинений в суде. Они также способствовали повышению независимости судов от исполнительной и законодательной ветвей власти. В результате в Новое время появились первые конституционные режимы, в которых деятельность верховных органов власти регулировалась высшими законами (такими, как конституция или статуты) или постановлениями верховных судов. К середине XIX века законность вошла в перечень важнейших политических ценностей большинства западных стран.
Существенной особенностью конституционных режимов по сравнению с предшествующими формами правления является наличие рационального стандарта легитимности действий власти. Стандарт охватывает узаконенные процедуры формирования власти, правила осуществления власти и процесс изменения этих правил. Во многих реализациях, оценкой легитимности законодательства, решений правительства и решений, принятых на референдумах, а также толкованием высших законов, занимается одна из верховных судебных инстанций. Такая инстанция наделяется высокой степенью независимости, хотя процесс её формирования оставляет возможность другим органам власти или непосредственно гражданам оказывать некоторое влияние на неё. Отказ выполнять постановления верховного или конституционного суда может указывать на недостаточность мер по обеспечению законности.
Наличие письменных конституций само по себе не всегда позволяло характеризовать режимы как конституционные. Хотя Гитлер формально никогда не отменял конституцию Веймарской республики, он воспользовался статусом чрезвычайного положения в стране, чтобы приостановить действие гарантий гражданских свобод, руководить в отсутствие парламента, и далее произвольно менять процедуры и институты власти. Письменные конституции также формально существовали и в СССР, однако они не были законами прямого действия, а потому не отражали реальные правила принятия решений в государстве, многие провозглашенные в конституции права не были закреплены в законах, изданных во исполнение конституции, не были подкреплены государственными и социальными институтами, постановлениями Пленума Верховного Суда СССР, служившими ориентиром судебной практики. Это, в частности, касалось гражданских и политических прав и свобод, не связанных с социально-экономическими правами. В силу принципа партийности в деятельности судебных и правоохранительных органов СССР, в подборе и расстановке руководящих кадров в системе судебных и правоохранительных органов и во всех остальных государственных органах, подконтрольности Отделу административных органов ЦК КПСС правоохранительных и судебных органов, начиная с Верховного Суда СССР, высший авторитет на практике имели не законы, а решения высших партийных инстанций. СССР не был правовым государством.
С другой стороны, отсутствие письменной конституции и конституционного суда в Великобритании не помешало строительству в ней правового государства. Как отмечал английский юрист XVII века Эдвард Кок, когда нормативный акт Парламента противоречит здравому смыслу или невыполним, суд вправе отказаться видеть основания для его применения. Существенную роль играла высокая степень согласия среди соперников внутри правящих классов в отношении норм политического поведения. Это позволяло Парламенту лишь постепенно вносить изменения в принципы управления и пресекать их редкие нарушения.
В послевоенной Японии одну из основ правового государства составляли эффективные неформальные механизмы разрешения гражданско-правовых конфликтов, в создании которых государство принимало активное участие. Эффективность во многом была обязана профессионализму и низкому уровню коррупции среди бюрократии. Наиболее квалифицированные чиновники и судьи разрабатывали ясные принципы и процедуры. Государственные агентства, полиция, страховые компании и общественные организации предоставляли бесплатные консультации. Это позволяло участникам конфликта предсказать потенциальный исход рассмотрения дела в суде и даже вычислить сумму компенсации. По этой причине, обращения в суд с гражданскими исками случались крайне редко.
Во второй половине XX века повысилась значимость международного, трудового и других отраслей права. Концепция социального государства нашла отражение в послевоенных конституциях многих стран. Принятые в 1948 году Всеобщая декларация прав человека и Конвенция о предупреждении преступления геноцида и наказании за него впервые сформулировали международные принципы правового государства, к числу которых относятся обязанность правительств соблюдать общие для всего мира нормы и право международного сообщества на вмешательство во внутренние дела государства для предотвращения геноцида. Впоследствии, для обеспечения правосудия в этой области был создан ряд международных судов, такие как Международный уголовный суд и Европейский суд по правам человека.
На теоретическом уровне, в XX веке концепцию правового государства разрабатывали позитивисты (Ганс Кельзен, Раймон Карре де Мальберг и другие). Значительный вклад внесли либеральные философы Макс Вебер, Джон Ролз, Фридрих Хайек. При этом влияние естественно-правовых теорий усилилось. Нюрнбергский трибунал признал руководство нацистской Германии преступниками вопреки тому, что они формально действовали по закону, поскольку эти законы были неправомерны и противоречили неписаным нормам справедливости, морали, равенства и человеческого достоинства. Махатма Ганди в Индии под британским протекторатом и Мартин Лютер Кинг в США получили широкую известность как сторонники мирного сопротивления несправедливым законам.
Падение коммунистических режимов в Восточной Европе, диктатур в Латинской Америке и конец апартеида в ЮАР усилили восприятие законности как одного из ключевых принципов справедливого управления. Хотя полное достижение принципов правового государства является идеалом, в настоящее время они в значительном объёме реализованы в большинстве западных стран. Как показывает опыт, успешное развитие страны может быть обеспечено только в рамках реализации элементов правового государства, включая экономическую сферу.

## Концептуальные трудности
Задача охраны общественных представлений о справедливости (для реализации которой даже могут учреждаться отдельные институты, например, суд присяжных) осложняется размытостью и разнообразием этих представлений. Вынесение суждения на основе здравого смысла противоречит требованию чёткой нормативной определённости в правовом государстве.
В правовом государстве суды не должны допускать произвол в толковании законов и выносить решения согласно личным взглядам. Некоторые правоведы полагают, что любые судебные решения неизбежно отражают личные склонности судей. Другие правоведы утверждают, что большинство законов могут быть истолкованы нейтральным образом, даже если различные судьи предлагают разные интерпретации. Существенно, что судьи всегда должны быть готовы беспристрастно изучать альтернативные прочтения правовых принципов.
Согласно стандартам правового государства, оно должно с уважением относиться к субъектам права как носителям собственного понимания норм, которым общество должно следовать. Это приводит к разногласиям в суде, когда одна сторона настаивает на буквальном прочтении закона, а другая считает свою трактовку лучше согласованной с системой права как единым целым, с духом закона. Подобные разногласия могут негативно сказываться на определённости правовых норм. Противоречия между различными общественными идеалами также находят своё отражение в системе права. Разрешение этих противоречий приводит к преобладанию каких-то ценностей либо к компромиссу, но в любом случае к некоторому расхождению между предпочтениями части граждан и требованиями закона.
Обеспечение независимости правоохранительной системы представляет собой трудную задачу. Например, в США назначение федеральных судей является одной из основных функций верхней палаты Конгресса США, в то время как во многих штатах судьи региональных инстанций избираются на всеобщем голосовании. Должности прокуроров в штатах и глав окружных органов правопорядка (шерифов) также являются выборными. Тем не менее, идеологические взгляды всех этих должностных лиц играют определённую роль на той или иной стадии отбора кандидатов.
Хотя полное отсутствие правовых ограничений на произвол власти ставит под угрозу способность общества защищать свои ценности, оптимальная степень жёсткости таких ограничений является предметом дискуссий. В ряде ситуаций решение на основе личных знаний и опыта или решение с учётом конкретных обстоятельств может оказаться эффективнее или справедливее решения, вынесенного в строгом соответствии с правовыми нормами и процедурами. Кроме того, судебной власти также свойствен произвол, который может проявляться в манипулировании правилами, некомпетентных решениях, игнорировании духа закона.
Строгое соблюдение установленных законом процедур принятия решений иногда способствуют неопределённости результата. В некоторых случаях это может играть позитивную роль, как например в процессе демократических выборов. В других случаях это может негативно отразиться на чувстве предсказуемости в отношении действий других, а следовательно, привести к излишнему самоограничению личной свободы.
Чрезмерная подробность и жёсткость основных законов в сочетании со сложностью изменения этих законов может привести к политической стагнации, и в дальнейшем к кризису. Меньше всего подобных трудностей испытывают правовые государства, где либо отсутствуют письменные конституции, либо имеются сравнительно краткие конституции, которые уделяют основное внимание процедурам (а не содержанию), чьи содержательные предписания носят общий характер и чьи нормы согласуются с политическим опытом населения. В таких государствах постоянство процедур сочетается с гибкостью управления.
Некоторые конституции не только описывают устройство государства, но и формулируют общественные идеалы. Несоответствие между формальными предписаниями конституции и практическими возможностями правительства может поставить под сомнение авторитет высших законов страны.

## Критика и ценность правового государства
Одним из распространённых аргументов против правового государства было утверждение, что если власть принадлежит «правильным» людям, то нет нужды их ограничивать или к чему-то обязывать. Такой точки зрения придерживался, в частности, один из основателей утилитаризма Иеремия Бентам.
Анархисты отрицают способность каких-либо государственных институтов сколько-нибудь значительно ограничивать власть лиц, которые ей обладают.
По мнению Карла Маркса и других левых идеологов, в капиталистическом обществе законы служат исключительно интересам буржуазии, поэтому правовое государство необходимо как гарант этих интересов (торговля, промышленность, банковское дело и т. д.) Некоторые современные марксисты не согласны с подобными оценками. Главным предметом внимания законности являются правовые процедуры, и поэтому она может быть фундаментом для развития как в направлении рыночной экономики, так и в направлении социального государства. В то же время низшие классы часто имеют ограниченный доступ к правовым институтам, что приводит к отклонениям от идеала равноправия.
Сторонники технократии, начиная с сенсимонизма, считают, что правление должно осуществляться наиболее компетентными в своей области специалистами, которые не диктуют свою волю или подчиняются вышестоящей воле, а руководствуются научными принципами. С исчезновением произвола власти также исчезает необходимость в верховенстве права, место которого занимает верховенство знания.
Процедурное правосудие является предметом критики, когда суды оправдывают достаточно очевидных уголовных преступников из-за нарушения следствием формальных требований. С другой стороны, несоблюдение установленных процедур открывает широкие возможности для произвола, так что гарантировать справедливость судебного процесса становится принципиально невозможно. Это, в свою очередь, сказывается негативно на предсказуемости правовых последствий своих и чужих действий, что отражается на всех аспектах общественно-экономической жизни.
Джон Ролз, Фридрих фон Хайек и другие философы полагали, что правовое государство предоставляет незнакомым друг с другом людям важную информацию о взаимных обязанностях, пути взаимного сотрудничества, основу для легитимных ожиданий и чувство уверенности. Это облегчает принятие важных для них решений и долгосрочное планирование, что существенно повышает эффективность экономической деятельности. С другой стороны, то, что законы способны направлять поступки людей, повышает требовательность к их моральному содержанию.
Восприятие права как общественного блага, способствующего взаимовыгодному сотрудничеству, связывает правовое государство с концепциями гражданства и равенства. Поэтому те политические режимы, в которых эти категории имеют ценность, наилучшим образом сочетаются с правовым государством.
Законность не только ограничивает произвол власти, но и стимулирует правительство проводить более рациональную, взвешенную, справедливую и предсказуемую политику. Это способствует стабильности государства и авторитету власти.
Существование общеобязательных правил упрощает процесс принятия решений, позволяет более слабым предъявлять требования более сильным без риска быть обвинённым в личной неприязни, смягчает чувство унижения при подчинении требованиям со стороны других.
В либерализме правовое государство является одной из главных ценностей, поскольку обеспечивает защиту гражданских свобод, в особенности права на жизнь, права на частную собственность, свободы вероисповедания и свободы слова.
По мнению широкого круга правоведов, историков и политологов, преобладание правовых методов в государственном управлении сыграло значительную и роль в развитии западной цивилизации. Многие из них рассматривают правовое государство как фундамент демократии, обеспечивающий политические права, гражданские свободы, механизмы подотчётности правительства и, в конечном итоге, политическое равенство и низкий уровень злоупотреблений властью. Одним из главных отличий имитационной демократии является слабость правового государства, так что отдельные органы власти могут отменять или обходить законы, которые регулируют полномочия этих органов. Это, в частности, открывает возможности для манипуляций системой правосудия и СМИ, чтобы вознаграждать лояльных режиму и наказывать оппозицию без оглядки на правовые процедуры. Не ограниченная правом прямая демократия также несёт в себе риск принятия эмоциональных решений в ущерб долгосрочным интересам.

## Российская модель правового государства
Советская официальная доктрина долгое время считала неприемлемой саму идею правового государства, поскольку она была провозглашена в условиях капиталистического общественного строя. Известна цитата Л. Кагановича:
«Мы отвергаем понятие правового государства. Если человек, претендующий на звание марксиста, говорит всерьез о правовом государстве и тем более применяет понятие „правовое государство“ к Советскому государству, то это значит, что он отходит от марксистско-ленинского учения о государстве».
Во время Перестройки правовая наука вернулась к изучению правового государства без идеологических шаблонов. XIX Всесоюзная конференция КПСС (1988 г.) впервые официально признала необходимость построения правового государства, при этом социалистическое правовое государство называлось «полностью соответствующей социализму формой правления».
Впервые о необходимости создания правового государства в России было официально заявлено в Декларации о государственном суверенитете РСФСР от 12 июня 1990 года.
По Конституции, Россия является правовым государством. Статья 1 Конституции РФ гласит: «Россия есть демократическое федеративное правовое государство». В то же время текущий текст Конституции РФ не раскрывает это понятие. В связи с этим Председатель Конституционного Суда Российской Федерации В. Д. Зорькин отмечает: «Континентальная система права базируется на понятии „правовое государство“ — [на] том, что взято в основу нашей Конституции. Нужно отметить, что это понятие во взаимосвязи с реалиями XXI столетия ещё ждёт своей доктринально-концептуальной разработки, что потребует тесного сотрудничества юристов и философов». В. Д. Зорькин считает, что, хотя проблематика правового государства постоянно находится в центре внимания специалистов в области конституционного права, теории и философии права, «к настоящему времени ещё ни по одному из принципиальных аспектов этой темы не сложилось того единства взглядов, которое позволяло бы говорить о наличии в российской юридической науке общепризнанной доктрины правового государства. Нет единства даже в вопросе о том, какие именно признаки правового государства в своей совокупности отражают его сущность».
Некоторые исследователи ставят под сомнение, является ли Россия правовым государством. В рейтинге верховенства права Мирового банка Россия находится на уровне Доминиканской Республики и Того (уступая Мали, Танзании и Габону, но выше Украины, Азербайджана, Ирана), причём в последние годы этот показатель вырос. Если в 1998 году он составлял 18,2 балла, то в 2005 году — 20,1 балла, в 2011 году — 25,4 балла (из 100 возможных). В соответствии с другими международными рейтингами, оценка независимости судебной системы и эффективности правовой защиты у России ниже, чем у большинства среднеразвитых стран (ниже Пакистана, Египта, Китая, Индонезии, Мексики и др.; из среднеразвитых стран схожий рейтинг имеют только Аргентина, Перу и Венесуэла)
В 2005 году ВЭФ в своём индексе конкурентоспособности поставил Россию на 99-е место среди стран мира по показателю «исполнение законов».

## Измерение уровня законности
Проект World Justice Project публикует ежегодный индекс по странам мира, который включает 8 показателей: ограничение власти государства, отсутствие коррупции, порядок и безопасность, фундаментальные права, открытость правительства, правоприменение, гражданское правосудие и уголовное правосудие. В 2012 году страны Скандинавии, Финляндия, Нидерланды и Новая Зеландия заняли верхние позиции в рейтинге почти по всем показателям (по сумме баллов Швеция набрала 7,12 из 8 возможных).
По данным Индекса, 2020 г. в России наблюдается устойчивое ухудшение ситуации с верховенством права. В 2023 г., Россия занимала 113-е место в мире из 142 оцениваемых стран по уровню верховенства права, наряду с такими странами, как Нигер, Либерия, Сьерра-Леоне и Гватемала.
| Год  | Место (из числа стран) | Балл (из 100) | Динамика балла |
| ---- | ---------------------- | ------------- | -------------- |
| 2015 | 75/102                 | 47            |                |
| 2016 | 92/113                 | 45            | -2             |
| 2017 | 89/113                 | 47            | +2             |
| 2018 | 89/113                 | 47            | 0              |
| 2019 | 88/126                 | 47            | 0              |
| 2020 | 94/128                 | 47            | 0              |
| 2021 | 101/139                | 46            | -1             |
| 2022 | 107/140                | 45            | -1             |
| 2023 | 113/142                | 44            | -1             |

Чем ниже меньше балл, тем ниже место, и, соответственно, хуже состояние верховенства права в стране.